# Umberto Marcato
Umberto Marcato, född 5 januari 1930 i Padua i Veneto, död 22 augusti 2024 på samma plats, var en italiensk sångare, som också var verksam i Sverige.

## Biografi
Marcato inledde sin karriär vid 18 års ålder när han blev sångare i Casamattaorkestern, som han turnerade med i Italien och senare i Europa. 
Under en turné 1957 i Skandinavien skrev orkestern kontrakt med det svenska skivbolaget Karusell, som ägdes av orkesterledaren Simon Brehm,  och spelade in fyra låtar: "Maruzzella", "Lazzarella", "Guaglione" och "Chella llà".
1958 började Marcato spela in musik på skivmärket Karusell i eget namn och fick framgångar med "Volare", (som bäst 9:a på branschtidningen Show Business försäljningslista), "Come Prima" (som bäst 5:a) och "Piove" ("Ciao ciao bambina"), som blev hans största skivsuccé i Sverige - som bäst 2:a i juli 1959 på samma försäljningslista.
1963 började han även att göra skivinspelningar på finska, kompositioner av Toivo Kärki, bland andra "Marja-Leena" och "Liljankukka".
1964 sjöng han tillsammans med Siw Malmkvist in "Sole sole sole", en låt som hade framförts på San Remo-festivalen i Italien samma år. Den hade framgångar i såväl Sverige som utomlands. På den amerikanska Billboardlistan Hot 100 nådde den som bäst plats 58. Siw Malmkvist blev därmed första svenska artist på denna lista.
Under sin tid på skivbolaget Karusell arbetade Marcato även som producent, men när hans vän och kollega Simon Brehm avled 1967 återvände Marcato till Italien, där han fortsatte med skivinspelningar på italienska men turnerade även i Sverige och Finland. 
Det senaste albumet släpptes 2005, "Canzoni popolari venete" på Duck Records.

## Diskografi

### Singlar
- 1959 - Piove / Nessuno (Karusell KEF 270, Sverige) med orkester under ledning av Simon Brehm
- 1959 - La luna / L' amore, Vino und Du (Karusell KEF 295, Sverige)
- 1960 - Never On Sunday (Uno a te, uno a me) / Il nostro concerto (Karusell KFF 332, Sverige)
- 1975 - Volare (Nel blu dipinto di blu) / Santa Marlena (Four Leaf FLCS 1004, Sverige)
- 1977 - Viva la vida / Angelica (Four Leaf FLCS 1011, Sverige)

### EP
- 1957 - Guaglione (Karusell, KSEP 3050, Sverige) med Luciano Viani och hans Casamatta-Orkester (Umberto sång A1, B1 och B2)
- 1957 - Napolitana (Karusell, KSEP 3060, Sverige) med Luciano Viani och hans Casamatta-Orkester (Umberto sång A2, B1 och B2)
- 1958 - Umberto (Karusell, KSEP 3108, Sverige)
- 1958 - Volare (Karusell, KSEP 3113, Sverige) med Benno Albergos orkester
- 1958 - Come prima (Karusell, KSEP 3129, Sverige)
- 1959 - Arrivederci Roma (Karusell, KSEP 3150, Sverige) med orkester ledning av Göte Wilhelmsson
- 1959 - Mattinata (Karusell, KSEP 3151, Sverige)
- 1959 - San Remo 1959 (Karusell, KSEP 3157, Sverige) med orkester under ledning av Simon Brehm
- 1959 - Papa' nun vuo' (Karusell, KSEP 3189, Sverige)
- 1959 - Carina (Karusell, KSEP 3197, Sverige)
- 1960 - Umbertos Bästa! (Karusell, KSEP 3203, Sverige)
- 1960 - Tintarella di luna (Karusell, KSEP 3215, Sverige)
- 1960 - Il nostro concerto (Karusell, KSEP 3226, Sverige)
- 1961 - Al di la (Karusell, KSEP 3229, Sverige)
- 1961 - Umberto Marcato sjunger latinamerikanska favoriter (Karusell, KSEP 3231, Sverige)
- 1961 - La novia (Karusell, KSEP 3246, Sverige) med Carl-Henrik Norins orkester
- 1962 - Taca taca (Karusell, KSEP 3267, Sverige)

### LP
- 1958 - Volare (Karusell, KSEP 3113, Sverige) and The Casamatta Orchestra
- 1959 - The Romantic Voice of Umberto Marcato (Karusell, KALP 1002, Sverige)
- 1975 - Umberto Marcato (Hits From Italy) (Four-Leaf Clover, FLC 5004, Sverige) Orchestra Vighi Panzutti
- 1978 - (The Best of) Umberto Marcato (Four Leaf, FLC 5025, Sverige) Orchestra Oscar Toson
- 1981 - Disco Romantico 1 (Sonet, SLP-3060, Sverige)
- 1981 - Disco Romantico 2 (Sonet, SLP-3079, Sverige)
- 1982 - Una Sera ... (Sonet, SLP-3089, Sverige)
- 1991 - Italian Songs Forever (Big Bag, BBRLP 125, Sverige)
- 1992 - Italian Romantics (Big Bag, BBRLP 128, Sverige)

### CD
- 1991 - Italian Songs Forever (Big Bag, BBRCD 125, Sverige)
- 1994 - Med vänner (Big Bag, BBRCD 137, Sverige)